# Armand Jeannes
Armand Jeannes, né à Blaregnies, le 10 octobre 1889 et mort à une date inconnue, était un traître belge notoire à la solde des Allemands durant la Première Guerre mondiale particulièrement actif en France et en Belgique. Reconnu par hasard en 1919, il est arrêté et jugé en 1922 lors d'un procès au retentissement international. Condamné à mort, il fut gracié par le Roi,.

## Éléments biographiques

### La Première Guerre mondiale
Dès novembre 1914, Armand Jeannes dont la candidature n'avait pas été retenue pour intégrer la police belge, propose ses services à la police allemande qui le recrute. Il sera un agent (matricule no 27) de la police secrète allemande. Il obtint comme couverture un poste dans une usine de tabac à Maubeuge, ce qui lui permettait d'infiltrer différents réseaux de résistance et de collecter des informations qu'il transmettait à l'ennemi. Il était directement sous les ordres de von Kirschenheim, disposait d'un port d'arme (un Browning) et d'un laissez-passer qui stipulait:

« Le porteur de cette carte d'identité, l'homme de confiance Armand Jeannes, né le 19 octobre 1889 à Blaregnies, est au service du service de police allemande de Maubeuge. Toutes les autorités militaires et civiles sont priées de l'aider pour exécuter son service. Maubeuge, 1er août 1915. Signé Von Kirschenheim, commandant et chef du service de police de Maubeuge". »

Traitre zélé, il a à son actif un nombre important de dénonciations qui conduisirent, en sa présence bien souvent, à l'arrestation de nombreux patriotes qui le payèrent fréquemment de leur vie. Il dénonce ainsi de nombreux résistants qui prenaient part au réseau clandestin d'exfiltration vers les Pays-Bas monté par Edith Cavell. Il se vantait également d'avoir été à l'origine de l’exécution de 123 français,.

### Arrestation
Au printemps 1919, Michel Leclère est à Bruxelles pour affaire. A la Gare du midi, il croise la route d'Armand Jeannes qu'il reconnait aussitôt. Il lui emboîte le pas mais celui-ci, s'en apercevant, accélère et tente de le semer. Michel Leclère interpelle alors la foule nombreuse se trouvant là : "C'est un espion, la justice le veut !". Une quarantaine de personnes finiront par le rattraper à Cureghem, un policier intervient rapidement, Armand Jeannes est arrêté. L'instruction du plus important procès pour fait de collaboration que connut la Belgique à l'issue de la première Guerre mondiale va pouvoir débuter sous la conduite de l'auditeur général Save,.

### Procès
Le procès débute devant la cour d'assise du Hainaut qui, pour l'occasion et en raison du caractère médiatique de l'événement s'est installée à l'hôtel de ville de Mons offrant une salle plus vaste. Le procès débute par la lecture de l'acte d'accusation. Armand Jeannes se montre hautain, toisant les magistrats, il ricane fréquemment. Pendant dix jours, de nombreux témoins sont entendus, les forfaitures de l'accusé sont accablantes.
Au terme de ces auditions, le 31 mars 1922, le président Wouters dira:

« Tous ceux qui ont défilé devant nous ont appartenu à des organisations patriotiques. Que tous sachent que la Cour s'incline devant leur belle conduite. Nous croyons de notre devoir de leur rendre ici, à quelque classe sociale, à quelque nationalité qu'ils appartiennent, un éclatant hommage. »

Le 3 avril 1922, l'avocat général Pholien prononce son réquisitoire : 

« Jeannes, tel Judas et ses trente deniers, était le mieux payé des policiers. Les services de renseignement étaient l'œil de notre armée et Jeannes l'a crevé. Qui oserait prétendre qu'il n'a pas porté atteinte à la sécurité de notre pays ? »

Après quinze minutes de délibération, la peine de mort est prononcée. Le condamné a trois jours pour interjeter appel. Comme ce fut le cas pour l'ensemble des citoyens belges jugés pour fait d'intelligence avec l'ennemi, le Roi Albert Ier lui accorda la grâce royale.